# Luge aux Jeux olympiques de 1994
Navigation
Albertville 1992 Nagano 1998
Les épreuves de Luge aux Jeux olympiques de 1994.

## Podiums
| Épreuve                  | Or                                 | Argent                              | Bronze                                |
| ------------------------ | ---------------------------------- | ----------------------------------- | ------------------------------------- |
| Simple Hommes 14 février | Georg Hackl                        | Markus Prock                        | Armin Zöggeler                        |
| Simple Femmes 16 février | Gerda Weissensteiner               | Susi Erdmann                        | Andrea Tagwerker                      |
| Double 18 février        | Italie Kurt Brugger Wilfried Huber | Italie Hansjörg Raffl Norbert Huber | Allemagne Stefan Krausse Jan Behrendt |

## Médailles
| Rang | Nation    | Or | Argent | Bronze | Total |
| ---- | --------- | -- | ------ | ------ | ----- |
| 1er  | Italie    | 2  | 1      | 1      | 4     |
| 2e   | Allemagne | 1  | 1      | 1      | 3     |
| 3e   | Autriche  | 0  | 1      | 1      | 2     |